# ナックルボール

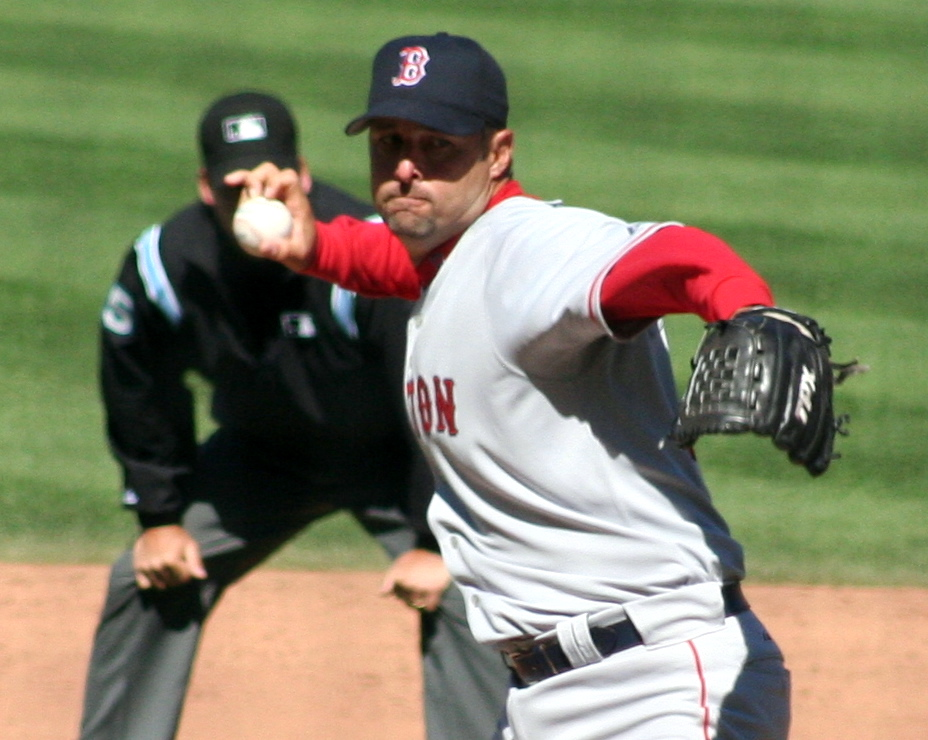
ナックルボールを投げるティム・ウェイクフィールド。人差し指と中指をボールに突き立てているのが分かる。

ナックルボール（Knuckleball）は、野球における球種の1つ。可能な限りボールの回転を抑えた形で投じられ、捕手に届くまでの間に不規則に変化しながら落ちる変化球である。名前の由来は、曲げた指の第1関節（Knuckle）部分でボールを握り、突き出すように投げるからという説、この変化球を投げていたエディ・シーコットのニックネームが「Knuckles」だったからという説、トッド・ラムジーが投げていたナックルカーブとよく似た変化をしていたからなど、メジャーリーグの文献によっても諸説ある。略してナックルともいう。また、この球を中心に投球を組み立てる投手は特にナックルボーラーと呼ばれる。

## 概要
ほぼ無回転で放たれたボールは左右へ揺れるように不規則に変化しながら落下する。その様は「氷の上をつるつる滑るような変化」「木の葉がひらひらと落ちるような変化」と形容される。右へ曲がったボールが左に曲がって戻って来るなど、常識的には考えにくい不規則な変化から、時として現代の「魔球」と呼ばれる。ただしその変化は打席に立っていないと分かりにくく、球速も遅い（100-110km/h前後）ため、スタンドの観客にとってはただのスローボールのようにも見える。ナックルの描く軌道は打者はおろか受ける捕手や投手本人にすら全く予想がつかないものであり、球種が分かっていても容易に打てる球ではない。そのため、ナックルだけを投げ続ける投球で打者を抑えることも可能である。
欠点としては同じように投げても、変化が小さいとただの遅い球になってしまう可能性があることや、不規則な変化のために緻密なコントロールは不可能で、相手の欠点をつく投球、状況に応じた配球というのは難しいことなどが挙げられる。そのため、ナックルボーラーには打者との駆け引きよりもナックルの投球に集中する事が要求される。また、自然条件の影響（風向き、風速、天候、湿度など）を受けやすく、投球内容に大きく差が出てしまうこともある。また捕球も難しく、ナックルボールを捌ける捕手に限定されてしまう（後述）。
1910年代に活躍したエディ・シーコット以降、メジャーリーグでは多くのナックルボーラーが活躍してきた。フィル・ニークロとその弟のジョー・ニークロがその代表例で、兄のフィルは通算318勝、弟のジョーは通算221勝を挙げている。また、ホイト・ウィルヘルムとジェシー・ヘインズは殿堂入りを果たしている。2011年シーズン限りで引退したティム・ウェイクフィールドはボストン・レッドソックスなどで長く先発ローテーションを務め、通算200勝を挙げた。2012年にはR.A.ディッキーがシーズン20勝でサイ・ヤング賞を受賞した。一方でナックルボーラーは減少傾向にあり、現役メジャーリーガーは2024年現在、サンディエゴ・パドレスのマット・ウォルドロンのみである。
日本でプレーしたナックルボーラーとしてはロブ・マットソン（近鉄）やジャレッド・フェルナンデス（広島）が挙げられる。
なお、ナックルカーブは名前や握りこそ似ているが全く異なる変化球である。

## 変化の原理
ナックルボールにはマグヌス効果による揚力がほとんど働かず、フォークボールのように縦に落ちる。球が完全に無回転であれば落下するのみであるが、リリースからホームベースまでに4分の1から1回転とわずかに回転することで空気にぶつかる縫い目の位置が不規則に変化し続け、この縫い目と空気抵抗による不規則な後流の変化が球の軌道を不規則に変化させる。ナックルは左右の変化が顕著だが、縫い目の効果は上下にも作用しており、さらには縫い目の位置によって後流の大きさも変化するために減速効果も変化してボールの速度も乱れることになり、上下左右前後あらゆる方向に不規則に変化している。また、完全に無回転な球が投げられても空気と縫い目の一つが最初にぶつかることで球は緩やかに回転を始めるとされている。この原理からナックルは極僅かな回転と縫い目の向きが重要だとされる。ナックルボールの変化について福岡工業大学教授の溝田武人が流体力学の研究の一環として論文を発表している。

## 投法

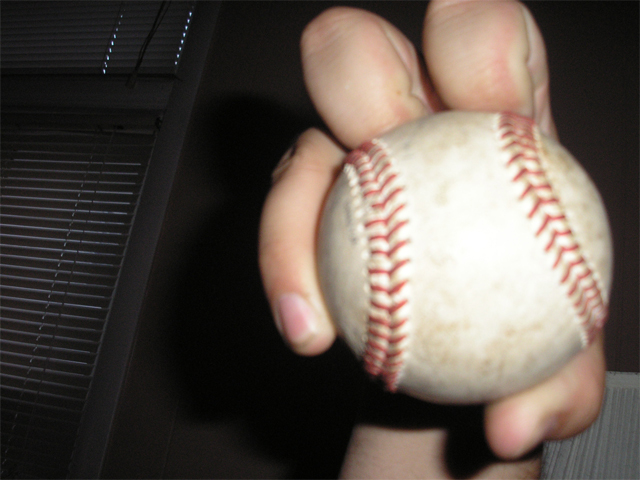
ナックルボールの握りの例(2本指)

ナックルの投法を確立したのは、1910年代に活躍したエディ・シーコット（Eddie Cicotte）であるとされる。基本の握りとして、手の甲を上にして親指と小指でボールを真横から挟み、残りの指を上から突き立てるものが一般的で、この握りを3本指と呼ぶ。ボールを指から離す際に、手首を固定しボールに突き立てた指で押し出すように回転を殺しながら投げる。他にも薬指を小指と共に寝かせ2本指を突き立てる2本指と呼ばれる握りや、全ての指を寝かせる握り、ボールを握る際に指を縫い目に付けるか離すかなど、投手により様々な違いがある。特殊な握りとしては渡辺亮のツーシームに中指と薬指を立てて人差し指を伸ばす握りなどもある。
ナックルの投球はリリースを安定させる必要があるため、下半身をあまり激しく動かさず大きく振りかぶらずに投げる。投法が独特な動作になるため、打者に球種の判別はされやすいが、前述の通りにナックルボーラーの投球はほとんどがナックルであるので特に問題は無い。ナックルは他の球種とは投法が大きく異なり併用が難しいので、ナックルボーラーはナックル以外の球種をほとんど投げず、通常の投球スタイルを持つ投手がナックルを投げることは稀である。また、投法のみならず、通常とは異なるナックルに適した爪の長さや強度の維持、ナックルボーラー専用捕手の存在など一般的な投手とは違う面を持つ場合が多い。ナックルは全力で腕を振らないフォームから投じられるため肩や肘にかかる負担が少ない。そのためナックルボーラーは総じて選手寿命が長く、40歳代後半まで現役で活躍する選手も少なくない（ニークロ兄弟、チャーリー・ハフなど）。

## 捕球
ナックルは軌道が予測不能であるためにプロの捕手でも捕球が難しい。ナックルボーラーが登板する場合は、チームの正捕手とは限らずにナックルボールの捕球が得意な捕手とバッテリーを組むことが多い。例えば前述のウェイクフィールドが登板する際は、当時レッドソックスの正捕手だったジェイソン・バリテックが2004年のポストシーズンで1イニング3捕逸を犯すなどナックルの捕球を極めて苦手としていたため、専属捕手としてダグ・ミラベリが起用されていた。ミラベリはウェイクフィールドとバッテリーを組む時は野球用のミットではなく、クッション量が少なく捕球面積が大きい通称ピーチ・バスケットと言われるソフトボール用のミットを使っていた。2005年オフにミラベリがサンディエゴ・パドレスにトレードに出された際、翌年は当初ジョシュ・バードがウェイクフィールドの専属捕手を務めていたが、バリテック以上に捕逸が多かったことからレッドソックスは5月にバードとのトレードによりミラベリを戻している。
他にも捕球の難しさを示す記録として、チャーリー・ハフとバッテリーを組んだジーノ・ペトレリの1イニング4捕逸の記録がある。
また、捕手は完全に捕球するまでボールから目を切れないことから早めに送球体勢を取ることが出来ず、球速の遅さも手伝って盗塁を許しやすい。そのためナックルボーラーには牽制球やクイック等の技術も要求される。そのため、ナックルボーラーと言われる投手のほとんどは、ワインドアップモーションから投球することはない。常にセットポジションから投球する投手も多い。

## 日本プロ野球における例
緩急差の見せ球として利用する投手は日本球界にも存在したが、日本人選手でナックルを本格的な決め球とした投手はほとんど皆無といえる。ナックルでストライクを狙って取ることができた投手や、ニークロ兄弟ほどの大きな変化をさせる投手は登場していない。これの理由としては、日本で使われているミズノの球では縫い目が低くて空気抵抗が小さいためとも言われており、後述のジャレッド・フェルナンデスも日本では活躍できずに終わっている。
2008年に引退した前田幸長がナックルの握りを使いこなして実績を挙げたが、ボールが終盤で縫い目から回転を始めるのに対し、彼のナックルは微妙に回転がかかっており、また球速も120km/h近辺であったため、「ナックルチェンジ」や「ナックルフォーク」と呼ばれることがある。
1953年から1965年の間、阪神タイガース (1960年までは大阪タイガース)に在籍した渡辺省三は、「省やんボール」と呼ばれたスローナックルを投げたことがある。後に渡辺は「球速はおそらく50km/hぐらいだったと思う」と述べている。1994年のドラフト1位指名でヤクルトスワローズに入団した北川哲也は、独自に開発を加えたというナックルを武器としていたが、一軍ではあまり通用せずプロ通算4勝に終わっている。2003年、ヤクルトスワローズの伊藤智仁は度重なる怪我から再起を目指し、ナックルボーラーに転向したが、一軍に昇格することなく引退になった。また、2005年、当時千葉ロッテマリーンズに所属していた小宮山悟は、フォークボールの握りで80km/h台の球速でナックルのように揺れながら落ちるシェイクという球種を開発し、試合中に使った。ただし、この球種は基本的に点差の開いた場面でしか投げなかった。
外国人選手では1962年から1969年にかけて阪神タイガース及び近鉄バファローズに在籍したジーン・バッキーがナックルを決め球として活躍し、1964年には29勝を挙げ最多勝利、最優秀防御率、沢村賞のタイトルを獲得する活躍で通算100勝を挙げている。また、1998年から2004年にかけて広島カープ及び千葉ロッテマリーンズに在籍したネイサン・ミンチーは多彩な変化球の中にナックルも交えた投球を見せ、2001年には最優秀防御率のタイトルを獲得するなど日本球界在籍7年で通算74勝の実績を挙げた。2017年にはオリックス・バファローズにナックルを決め球とするフィル・コークが入団した。投球の多くがナックルである投手としては1998年に近鉄バファローズに入団したロブ・マットソンが日本球界では初である。マットソンは130km/h台中盤の速球に110km/h程度と60km/h台の2種類のナックル、カーブなどを組み合わせ9勝を挙げたが、翌年には攻略され解雇されている。2007年には投球の6～7割がナックルで速球は120km/h前後というスタイルのジャレッド・フェルナンデスが広島に入団したが、防御率6.04の成績に終わり1年限りで解雇されている。
2009年に発足した関西独立リーグに所属する神戸9クルーズは2008年11月のドラフトでナックルボーラーの女性投手、吉田えりを指名して注目を集めた。

## ナックルボールを投げる主な選手

### 現役選手
- ミッキー・ジャニス（英語版）
- エディ・ガンボア（英語版）
- マット・ウォルドロン
- 山﨑康晃（安定して捕球できる捕手が所属球団にいないため公式戦では殆ど投げることはない）
- 吉田えり
- 坂田怜 (育成選手)
- ニック・ネルソン（こちらも安定して捕球する捕手がいないため日本プロ野球公式戦においてほとんど投げてない）

### 引退選手

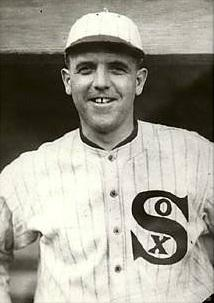
ナックル・ボールの祖とされるエディ・シーコット

- スティーブン・ライト
- エディ・シーコット
- エディ・ロンメル（英語版）
- ルー・モレン（英語版）
- チャールズ・ドリューリー
- ホイト・ウィルヘルム
- フレディ・フィッツシモンズ（英語版）
- ジェシー・ヘインズ
- ジョニー・ニグリング（英語版）
- テッド・ライオンズ
- ロジャー・ウルフ（英語版）
- ミッキー・ハーフナー（英語版）
- ジーン・ビアデン（英語版）
- ダッチ・レナード（英語版）
- アル・パパイ（英語版）
- ウォリー・バーネット（英語版）
- ボブ・パーキー（英語版）
- エディ・フィッシャー（英語版）
- ウィルバー・ウッド
- フィル・ニークロ
- ジョー・ニークロ
- チャーリー・ハフ
- トム・キャンディオッティ
- スティーブ・スパークス
- デニス・スプリンガー（英語版）
- ジム・バウトン
- ダニー・ブーン（英語版）
- ティム・ウェイクフィールド
- ジャレッド・フェルナンデス
- R・A・ディッキー
- チャーリー・ジンク
- チャーリー・ヘイガー
- エディ・ボナイン（英語版）
- 若林忠志
- ジーン・バッキー
- 天保義夫
- 川崎徳次
- 三浦清弘
- 荘勝雄
- 西川佳明
- 猪俣隆
- 北川哲也
- 前田幸長
- ネイサン・ミンチー
- ロブ・マットソン
- 青木勇人
- 植松優友
- 伊藤智仁[注 1]
- 大家友和[6]
- 三木均
- 佐野川リョウ
- ライアン・フィアベンド
- 佐野太河

## メディア

### ゲーム
- 『実況パワフルプロ野球』シリーズでは、1作目から登場している。ゲームオリジナルの選手では、阿畑やすしがナックルの体現者のような存在であり、アバタボールXX号、アカネボール（内容はナックル：XXは60以下の適当な数字）を投げる。同ゲーム内のナックルは作品によって、全くの不規則に変化する、カーブ、フォーク、シンカーいずれかの方向にランダムで変化する、揺れる、と仕様が異なる。しかし実況パワフルプロ野球13より、揺れながらフォークに近い軌道で落ちるボールとなっている。ただし、フォークと全く同じ軌道ではなく、若干左右への変化がランダムで起こる。

### 漫画
漫画でナックルボールが出る時は「ボールが増える」「ボールが分裂する」という表現が使われることが多い。
軌道が変化していることを描くには複数のボールを同じコマ内に描かざるを得ないためであるが、登場する際はナックルであるとの説明が入り、基本的に球速も遅いので、空想の産物である分身魔球とは区別されている。
- ハロルド作石の『ストッパー毒島』では、ウェイク国吉が投げる。名前からもわかるように、ティム・ウェイクフィールドがモデルである。
- 柳沢きみおの『男の自画像』では、36歳の元プロ野球選手である並木雄二がナックルをひっさげて球界に復帰し、活躍する。
- 満田拓也の『MAJOR』では海堂高校の特待生である左投手、阿久津がナックルを投げる。
- ながとしやすなりの『ミラクルボール』では、勝者の会の福本左京がナックルボーラーである。
- 水島新司の『ドカベン プロ野球編』では犬飼知三郎が、オリジナルのナックル「ドックル」を使用する。
- 原作七三太朗、漫画川三番地の『Dreams』では神戸翼成の生田庸兵が主人公久里武志のいる夢の島高校に対し通常では考えられない150km/h以上の球速で変化するナックル「魔球KOBE」を投げた。
- とだ勝之の『あきら翔ぶ!!』では、主人公の敷島あきらが所属する瀬戸島中学校野球部と対戦した彗属館中学校の川相（かわそう）兄弟の弟、秀重がナックルを使用する。
- 千葉きよかずの『剛球少女』の麻生遥がナックルを決め球にしている。
- 丹羽啓介の『キャットルーキー』 第三部・寅島・三ヶ月編で、主人公の1人である三ヶ月心が130km/h超の高速ナックル「ウィザードTypeIII」「ウィザードバイパー」を投げる。
- 寺嶋裕二の『ダイヤのA』では、西東京県予選準決勝で桜坂高校の長尾アキラが投げている。
- 青山広美の『ダイヤモンド』では、球団専属の打撃投手がナックルを武器に主人公と真剣勝負をするエピソードが描かれている。
- こせきこうじの『ペナントレース やまだたいちの奇蹟』では、阪神タイガースの相原誠がナックルボールを武器にする。爪に負担がかかるという理由で、登板間隔を充分に保つ必要があるという設定だった。
- 甲斐谷忍の『ONE OUTS』では、架空のチーム、神戸ブルーマーズに所属するナックルボーラー、スコット・ウィリアムスが登場する。しかし実際はあらかじめ細工を施したボールを使った擬似ナックルであり、不正投球を主人公に見抜かれ攻略される。
- 山崎毅宜の『白球少女』 では、男キャラ主人公格の馬場雅巳がナックルを投げる（習得中）。
- 真船一雄の『雷神〜RISING〜』では、メジャー球団を解雇されたケント・アイヴスが、ナックルの変化と揺れ動く自らの人生を重ね合わせ、フルタイムナックルボーラーとして生まれ変わっていく様が描かれている。
- 原作：石ノ森章太郎の『ミラクルジャイアンツ童夢くん』では、小学生の新城童夢が東京ドームの空調を利用し、ナックルを浮き上がらせる「スノーミラージュボール」などの魔球を駆使し、プロ野球選手として活躍する。
- 原作：森高夕次、漫画：足立金太郎の『グラゼニ』では選手人生の晩年に差し掛かった主人公・凡田がナックルを会得し（パ・リーグ編終盤）、再起を期して大リーグに挑戦する（大リーグ編）。

### 小説
- ポール・ロスワイラーの『赤毛のサウスポー』では、決め球の1つにナックルを持つ史上初の女性メジャーリーガー、レッド・ウォーカーが活躍する。
- 神楽坂淳のライトノベル『大正野球娘。』では、小笠原晶子が男子選手に対する策としてナックルを取得。主人公で捕手である鈴川小梅は捕球の練習をする。
- エレン・クレイジス（英語版）の『その魔球に、まだ名はない』では、小学4年生女児のゴードンはナックルを武器にリトルリーグのトライアウトに挑む。